# Люм (Росія)
Люм (рос. Люм) — село в Глазовському районі Удмуртії, Росія.

## Населення
Населення — 428 осіб (2010; 556 в 2002).
Національний склад станом на 2002 рік:
- удмурти — 90 %

## Урбаноніми[3]
- вулиці — Зарічна, Люмська, Молодіжна, Нова, Південна, Польова, Шкільна